# Georg V av Storbritannien
För slagskeppen, se HMS King George V.
Georg V (engelska: George V), George Frederick Ernest Albert, född 3 juni 1865 på Marlborough House i London, död 20 januari 1936 på Sandringham House i Sandringham i Norfolk, var kung av Storbritannien och Irland samt kejsare av Indien från 1910 fram till sin död.
Georg V var son till prins Albert Edvard, prins av Wales och Alexandra av Danmark. Han blev näst högst i tronföljden 1892, då hans äldre bror Albert Victor, hertig av Clarence avled, och 1893 gifte han sig med prinsessan Mary av Teck (1867–1953), som dessförinnan hade varit förlovad med Albert Victor. Han efterträdde sin far, Edvard VII som kung 1910.
År 1917, som en följd av anti-tyska stämningar under första världskriget, avsade han sig alla tyska titlar både för sig själv och för familjen och ändrade släktnamnet från Sachsen-Coburg-Gotha till Windsor. Under hans regeringstid trädde Westminsterstatuten 1931 i kraft, vilket innebar att den brittiske monarken även var monark i egen rätt för respektive dominion. De sista åren av sitt liv plågades Georg V av lungsjukdom. Han är far till Edvard VIII och Georg VI samt farfar till Elizabeth II.

## Uppväxt och utbildning
Georg föddes den 3 juni 1865 i Marlborough House i London. Hans far var Albert Edvard, prins av Wales (från 1901 Edvard VII), den äldste sonen till Viktoria av Storbritannien och prins Albert av Sachsen-Coburg-Gotha. Som manligt barnbarn till drottning Viktoria var Georg vid födseln titulerad som H.K.H. prins Georg av Wales. Han döptes vid i det privata kapellet i Windsor Castle den 7 juli 1865. Som yngre son till prinsen av Wales, förväntades det inte att Georg skulle bli kung. Hans äldre bror, prins Albert Victor, var första tronarvinge i följd efter sin far.
Georg var bara 15 månader yngre än sin bror prins Albert Victor och därför blev det bestämt att de skulle genomgå sin utbildning tillsammans. Prinsen av Wales utsåg John Neale Dalton som deras privatlärare. I september 1877 gick bröderna med i skolfartyget HMS Prince of Wales i Dartmouth. Fadern menade att flottan var "den bästa möjliga utbildningen för varenda pojke". Från 1879 tjänstgjorde de kungliga bröderna i tre år som kadetter på HMS "Bacchante", under uppsyn av Dalton. De reste runt i det brittiska imperiet och besökte Norfolk, kolonierna i Karibien, Sydafrika och Australien, samt Medelhavet, Sydamerika, Fjärran Östern och Egypten. Dalton skrev en reserapport med namnet HMS Bacchante. Mellan Melbourne och Sydney, skall Dalton, enligt honom själv, ha fått en glimt av "Den flygande holländaren", ett mytiskt spökskepp.
När de återvände till Storbritannien skildes bröderna åt. Albert Victor började studera på Trinity College i Cambridge medan Georg fortsatte i flottan. Han reste världen runt och besökte olika platser i det brittiska imperiet och kvarstod i aktiv tjänst fram till 1891. 
1891 förlovade sig brodern, prins Albert Victor, med prinsessan Victoria Mary av Teck (alltid inom familjen kallad för "May"), enda dottern till Franz, hertig av Teck och prinsessan Mary Adelaide (drottning Viktorias kusin). Men prins Albert Victor dog av lunginflammation sex veckor senare, sålunda blev Georg näst högst i tronföljden efter fadern. Detta innebar att Georg tvingades avsluta sin karriär i flottan för att kunna förbereda sig som framtida tronföljare och kung. Drottning Viktoria tyckte att Mary alltjämt var en passande äktenskapskandidat for en framtida kung, så hon övertalade Georg till att förlova sig med Mary. Georg gjorde det, och Mary accepterade. Äktenskapet var en framgång, och de sände varandra kärleksbrev i resten av sina liv. Den 25 maj 1892 utnämnde hans farmor, drottning Viktoria, honom till hertig av York.

## Tronföljare
Den 22 januari 1901 avled Drottning Viktoria, och Georgs far, Albert Edvard, efterträdde sin mor som Kung Edvard VII. I samma ögonblick övertog Georg titlarna hertig av Cornwall och hertig av Rothesay. Senare samma år blev George utnämnd av sin far till prins av Wales och earl av Chester.
Edvard VII önskade att hans son skulle få mer erfarenhet och förberedelse för sin framtida roll (i motsats till Edvard själv, som drottning Victoria hade exkluderat från alla statsangelägenheter), fick Georg tillgång till alla officiella handlingar av sin far. Georg lät även sin fru få tillgång samma handlingar, då han värdesatte hennes råd, och May hjälpte ofta till med att skriva sin makes tal. 
Den 6 maj 1910 avled Edvard VII av Storbritannien och Georg efterträdde honom som kung. Han skrev i sin dagbok: "Jag har förlorat min bästa vän och den bästa av fäder ... Jag hade aldrig ett ovänligt ord med honom i mitt liv. Jag är förkrossad och överväldigad av sorg, men Gud kommer att hjälpa mig i mitt ansvar och min älskling May blir min tröst som hon alltid har varit. Må Gud ge mig styrka och vägledning i den tunga uppgift som har fallit på mig."

## Kung
Kung Georg V och Drottning Marys kröning ägde rum i Westminster Abbey den 22 juni 1911. Georg V:s regeringstid var präglad av stora politiska förändringar, socialismen, kommunismen och fascismen var på frammarsch, och Georg V måste under sin tid som brittisk monark förhålla sig till irländsk republikanism och indiska självständighetskrav. Efter att Parliament Act 1911 erhållit kunglig sanktion blev tyngdpunkten i Storbritanniens parlament överflyttad från det aristokratiska överhuset till det folkvalda underhuset. Under slutet av 1911 reste kungaparet till Indien där de 11 december 1911 hälsades välkomna och mottog hyllningar från de indiska furstarna till sin kejsare och kejsarinna vid en Durbar i Delhi. 
Under första världskriget gjorde Georg V flera besök vid fronten. Vid ett sådant besök 1915 i Frankrike föll han av sin häst och bröt sitt bäcken, något han led av under återstoden av sitt liv. Det brittiska imperiet nådde sin största geografiska utsträckning mellan 1919 och 1922. Vid Versaillesfreden 1919 erhöll Storbritannien tidigare tyska områden som mandat från Nationernas Förbund, och Egypten blev 1922 den första besittning som uppnådde full självständighet och oberoende från britterna. Oroligheter på Irland ledde till Irländska frihetskriget som 1921 ledde till Anglo-irländska avtalet som upprättade Irländska fristaten.
Georg V var en kedjerökare som hade andningsproblem och led av kroniskt obstruktiv lungsjukdom. Hälsan försämrades under de två sista decennierna och Georg V avled 20 januari 1936 på Sandringham House.

## Familj
Georg V var bland annat kusin med både kung Carl XVI Gustafs farmor kronprinsessan Margareta av Sverige och med hans morfar hertig Karl Eduard av Sachsen-Coburg-Gotha. Han var även kusin med både kejsar Vilhelm II av Tyskland och dennes syskon (på fädernet) och med tsar Nikolaj II, kung Kristian X av Danmark och dennes syskon därbland Ingeborg av Danmark och kung Håkon VII av Norge samt hans svåger genom giftermål med Maud av Storbritannien kung Konstantin I av Grekland, och dennes syskon däribland Charles III:s farfar Andreas av Grekland och Danmark (på mödernet) samt med Nikolajs gemål Alexandra av Hessen och dennes syskon.

### Barn
1. Kung Edvard VIII (1894-1972), kung under 1936, abdikerade och gift 1937 med Wallis Simpson (1896-1986)
2. Kung Georg VI (1895-1952), kung 1936 till 1952, gift 1923 med lady Elizabeth Bowes-Lyon (1900-2002)
3. Prinsessan Mary, princess royal, (1897–1965) gift 1922 med Henry Lascelles, earl av Harewood, (1882–1947)
4. Prins Henry, hertig av Gloucester, (1900–1974) gift 1935 med lady Alice Montagu-Douglas-Scott, (1901–2004)
5. Prins Georg, hertig av Kent, (1902–1942) gift 1934 med Prinsessan Marina av Grekland och Danmark, (1906–1968)
6. Prins John, (1905–1919)

### Anfäder

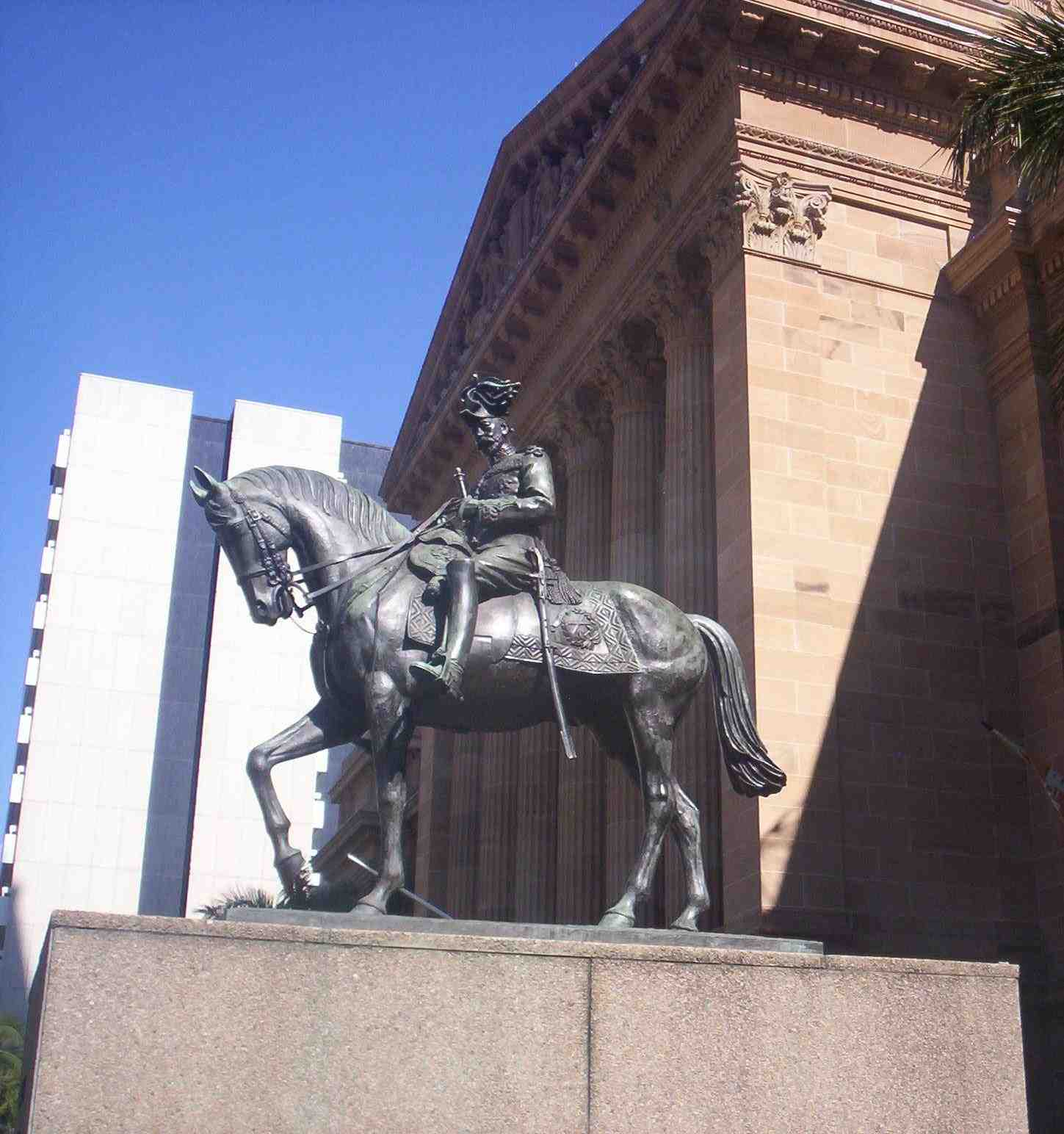
Ryttarstaty av Georg V i Brisbane, Queensland, Australien.

|                 |  |  |  |  |  |  |  |                         |  |  |  |  |  |  |  |                                                  |  |  |  |  |  |  |  | 8. Hertig Ernst I av Sachsen-Coburg-Gotha          |
|                 |  |  |  |  |  |  |  |                         |  |  |  |  |  |  |  |                                                  |  |  |  |  |  |  |  |                                                    |
|                 |  |  |  |  |  |  |  |                         |  |  |  |  |  |  |  | 4. Albert av Sachsen-Coburg-Gotha                |  |  |  |  |  |  |  |                                                    |
|                 |  |  |  |  |  |  |  |                         |  |  |  |  |  |  |  |                                                  |  |  |  |  |  |  |  |                                                    |
|                 |  |  |  |  |  |  |  |                         |  |  |  |  |  |  |  |                                                  |  |  |  |  |  |  |  | 9. Prinsessan Luise av Sachsen-Gotha-Altenburg     |
|                 |  |  |  |  |  |  |  |                         |  |  |  |  |  |  |  |                                                  |  |  |  |  |  |  |  |                                                    |
|                 |  |  |  |  |  |  |  | 2. Kung Edvard VII      |  |  |  |  |  |  |  |                                                  |  |  |  |  |  |  |  |                                                    |
|                 |  |  |  |  |  |  |  |                         |  |  |  |  |  |  |  |                                                  |  |  |  |  |  |  |  |                                                    |
|                 |  |  |  |  |  |  |  |                         |  |  |  |  |  |  |  |                                                  |  |  |  |  |  |  |  | 10. Prins Edvard, hertig av Kent och Strathearn    |
|                 |  |  |  |  |  |  |  |                         |  |  |  |  |  |  |  |                                                  |  |  |  |  |  |  |  |                                                    |
|                 |  |  |  |  |  |  |  |                         |  |  |  |  |  |  |  | 5. Drottning Viktoria                            |  |  |  |  |  |  |  |                                                    |
|                 |  |  |  |  |  |  |  |                         |  |  |  |  |  |  |  |                                                  |  |  |  |  |  |  |  |                                                    |
|                 |  |  |  |  |  |  |  |                         |  |  |  |  |  |  |  |                                                  |  |  |  |  |  |  |  | 11. Prinsessan Viktoria av Sachsen-Coburg-Saalfeld |
|                 |  |  |  |  |  |  |  |                         |  |  |  |  |  |  |  |                                                  |  |  |  |  |  |  |  |                                                    |
| 1. Kung Georg V |  |  |  |  |  |  |  |                         |  |  |  |  |  |  |  |                                                  |  |  |  |  |  |  |  |                                                    |
|                 |  |  |  |  |  |  |  |                         |  |  |  |  |  |  |  |                                                  |  |  |  |  |  |  |  | 12. Wilhelm, hertig av Beck-Glücksburg             |
|                 |  |  |  |  |  |  |  |                         |  |  |  |  |  |  |  |                                                  |  |  |  |  |  |  |  |                                                    |
|                 |  |  |  |  |  |  |  |                         |  |  |  |  |  |  |  | 6. Kung Kristian IX av Danmark                   |  |  |  |  |  |  |  |                                                    |
|                 |  |  |  |  |  |  |  |                         |  |  |  |  |  |  |  |                                                  |  |  |  |  |  |  |  |                                                    |
|                 |  |  |  |  |  |  |  |                         |  |  |  |  |  |  |  |                                                  |  |  |  |  |  |  |  | 13. Prinsessan Louise Karolina av Hessen-Kassel    |
|                 |  |  |  |  |  |  |  |                         |  |  |  |  |  |  |  |                                                  |  |  |  |  |  |  |  |                                                    |
|                 |  |  |  |  |  |  |  | 3. Alexandra av Danmark |  |  |  |  |  |  |  |                                                  |  |  |  |  |  |  |  |                                                    |
|                 |  |  |  |  |  |  |  |                         |  |  |  |  |  |  |  |                                                  |  |  |  |  |  |  |  |                                                    |
|                 |  |  |  |  |  |  |  |                         |  |  |  |  |  |  |  |                                                  |  |  |  |  |  |  |  | 14. Wilhelm, lantgreve av Hessen-Kassel-Rumpenheim |
|                 |  |  |  |  |  |  |  |                         |  |  |  |  |  |  |  |                                                  |  |  |  |  |  |  |  |                                                    |
|                 |  |  |  |  |  |  |  |                         |  |  |  |  |  |  |  | 7. Prinsessan Louise av Hessen-Kassel-Rumpenheim |  |  |  |  |  |  |  |                                                    |
|                 |  |  |  |  |  |  |  |                         |  |  |  |  |  |  |  |                                                  |  |  |  |  |  |  |  |                                                    |
|                 |  |  |  |  |  |  |  |                         |  |  |  |  |  |  |  |                                                  |  |  |  |  |  |  |  | 15. Prinsessan Louise Charlotta av Danmark         |
|                 |  |  |  |  |  |  |  |                         |  |  |  |  |  |  |  |                                                  |  |  |  |  |  |  |  |                                                    |

## Utmärkelser

### Ordnar
- Strumpebandsorden (1884)
- Tistelorden (1893)
- Sankt Patriksorden (1897)
- Indiska stjärnorden (1905)
- S:t Mikaels och S:t Georgsorden (1901)
- Kejsardömet Indiens orden (1905)
- Victoriaorden (1897)
- Brittiska imperieorden (grundade 1917)
- Brittiska Johanniterorden (1893)

- Elefantorden (1885)
- Dannebrogorden (1913)
- Salomos orden (1935)
- Hederslegionen (1903)
- Sankt Andreas orden (1893)
- Karl III:s orden (1888)
- Gyllene skinnets orden (1893)
- Riddare av Serafimerorden, 14 juni 1905.[1]
- Württembergska kronorden (1890)

### Militära hedersbetygelser
- Hedersamiral i Svenska flottan, 1923.[2]